# Setge de Salses (1639-40)
El setge de Salses de 1639-1640 fou una de les batalles de la Guerra dels Trenta Anys

## Antecedents
El 1637, durant la Guerra dels Trenta Anys, el comte-duc d'Olivares llançà una ofensiva a les Corberes, contra Leucata que resultà un fracàs i el 1639 els francesos respongueren assetjant Salses, prenent Òpol, Ribesaltes i tota la Salanca, i fins i tot arribaren a Pià i Bompàs. El 19 de juliol, Salses caigué a les seves mans. Les fortificacions de Salses i Òpol, governades per alcaids no catalans, van rendir-se gràcies a suborns.
Les Corts Catalanes mantingueren una tropa equipada i sostinguda d'uns 18.000 infants catalans i 2.000 de cavalleria per a la reconquesta del castell de Salses i la resta del Rosselló i durant el 1639, cosa que fa pensar que en realitat hi foren destinats més de 20.000 homes, als que es van unir l'exèrcit de Cantabria comandat per Felipe Spinola. Els rossellonesos alçaren el sometent per tal d'ajudar les tropes reials.
Els regiments d'Espenan, Tonneins i Enghien amb un total de 2.000 infants es feren forts a Salses però en canvi no es va proveir la plaça amb prou queviures perquè l'objectiu era resistir durant 40 dies mentre Enric II de Borbó-Condé aixecava les milícies del Llenguadoc (ban et arrière-ban), suficients per a aixecar el setge que els catalans i espanyols preparaven.

## L'exèrcit de la monarquia hispànica
Aquest exèrcit es componia dels regiments o terços d'infanteria de:
- Regiment del Comte-Duc (mestre de camp Juan de Arce)
- Terç aragonès de Justo Torres de Mendoza
- Terç del Comte de Molina
- Regiment de la Guàrdia de Sa Majestat (mestre de camp el Marquès de Mortara)
- Terç del Comte d'Aguilar
- Terç de Diego Caballero
- Terç irlandès de Tyrconnel
- Terç való del Baró de Molinguen
- Terç napolità de Leonardo de Moles
- Terç napolità de Jeronimo de Tutavila
- Terç de Mòdena
- Tropes del Duc de Najera provinent de la flota dels Galions (arribats a l'octubre)
  - Terç de l'Armada d'Indies de Pablo de Contreras
  - Terç de l'Armada de Francisco de Castilla

La cavalleria formada per:
- Regiment de dragons mallorquins de Santa Cecilia format a inicis de l'any i arribat al camp durant l'octubre. (500 homes)
- Companyies de caballeria de:
  - Companyia del Comte-Duc (capità Ramiro de Herrera)
  - Companyia del Marquès de Leganés (capità Fernando Gallo)
  - Companyia de cuirasses napolitana de Fabricio Priñano
  - Companyia de cuirasses d'Antonio Pellicer de Tovar
  - Companyia de cuirasses napolitana de Mucio Espatafora
  - Companyia napolitana de Blai Juanini
  - Companyia de cuirasses de Juan de Oto
  - Companyies d'arcabussers d'Alonso Gaitan

(El nombre de companyies identificades és relativament petit en comparació a les que formaven part de l'exèrcit)
- L'exèrcit català
  - Terç de la Diputació
  - Terç Ciutat de Barcelona
  - Terç del Duc de Cardona
  - Terç del Marquès d'Aytona
  - 1r Terç provincial (Mestre de Camp Lluís de Peguera)
  - 2n Terç provincial (Mestre de Camp Josep de Rocabertí)
  - 3r Terç provincial (Mestre de Camp Gabriel de Llupià)
  - 4t Terç provincial (Mestre de Camp Ramón Xammar)
  - 5è Terç provincial (Mestre de Camp Agustí de Guilla)
- 6 Companyies de cavalleria catalana: 
  - Virrei (o feudataris de catalunya)
  - Josep d'Oms (o caballs lleugers de Perpinyà)
  - Melchor Gallart
  - Alfons Gastany
  - Joan Pelaymich
  - Lluís Sitjà.

## El setge
El 15 de setembre de 1639 l'exèrcit hispànic de 24.000 homes comandat per Dalmau III de Queralt va sortir de Perpinyà, assetjant el Castell de Salses tot i que bona part dels espanyols (inclosos catalans) va desertar i molts hi moriren a causa, principalment, de malalties com la pesta
Encara que el setge fou principalment un setge de fam, no hi mancaren els encontres, com el que el 25 d'octubre realitzaren els francesos que capturaren una mitjana lluna al Terç de Mòdena. Una sortida francesa el 26 d'octubre fracassà.
El setge es perllongà tant en part per les vendes d'aliments que realitzaven les tropes italianes als assetjats, fet que indignà profundament als catalans.
Els assetjants, tot i la desmoralització, anaven rebent reforços que reposaven les desercions massives i les baixes en combat, i van vèncer l'2 de novembre a la batalla de Salses contra l'exèrcit d'Enric II de Borbó-Condé. El 23 de desembre el virrei comte de Santa Coloma va decretar un edicte de sometent general que quedà sense efecte perquè, mentre es reunia el sometent, el 6 de gener de 1640 a les vuit del matí les tropes franceses es rendeixen, com s'havia pactat amb el comandant Roger de Bossost, el Baró d'Espenan, sortint 800 soldats, tres-cents d'ells malalts, i abandonant als morts, i de retorn a Barcelona, Francesc de Tamarit fou acollit triomfalment pel poble, però l'exèrcit reial va quedar acantonat en el Principat en prevenció de nous atacs francesos.

## Conseqüències
L'obligat allotjament a les tropes creà conflictes, i sorgí un rosari de greuges, mai no atesos; el virrei Dalmau III de Queralt es veia incapaç de mantenir l'ordre. Tot empitjorà en empresonar el diputat Tamarit; s'anava de dret contra la Generalitat. Els xocs sovintejaven més, i Santa Coloma de Farners fou saquejada per la tropa; fou l'esca que encengué les comarques. La pagesia estava en peu de guerra, aculant la tropa cap a la costa i permetent als camperols anar cap a Barcelona, on, el 22 de maig de 1640, deslliuraven Tamarit.